# フランク・シルヴェラ
フランク・シルヴェラ（英語: Frank Silvera、1914年7月24日 - 1970年6月11日）は、アメリカ合衆国の俳優。

## 来歴
1914年、ジャマイカのキングストンに生まれる。6歳の頃にボストンへ移住。幼少期より教会が主宰するアマチュア劇団へ参加したことで演劇に興味を抱き、地元ボストンの高校を卒業後はボストン大学へ進学した。その後、法律学の学校へ通ったが中退し、演劇の世界へ足を踏み入れた。1940年に『Big White Fog』でブロードウェイデビュー。しかし第二次世界大戦が始まると、アメリカ海軍へ従軍して、演劇のキャリアを一時中断。退役後は、再び演劇の世界へ戻りアクターズ・スタジオのメンバーにもなった。
1952年に『シマロン・キッド』で映画デビュー。翌年の1953年にはスタンリー・キューブリック監督の映画『恐怖と欲望』に出演し、マック軍曹を好演した。ブロードウェイでの演劇活動も継続して続け、『The Skin of Our Teeth』への出演では批評家から高評価を得た他、1963年に出演した『椿姫』では、トニー賞 演劇主演男優賞にもノミネートされている。

### 私生活
1942年に女優のアンナ・L・クオールズと結婚。二児の父親でもあった。

### 死去
1970年6月11日、自宅のディスポーザーを修理中に感電し、55歳で亡くなった。

## 出演作品

### 映画
- シマロン・キッド The Cimarron Kid (1952)
- ファイター The Fighter (1952)
- 革命児サパタ Viva Zapata! (1952)
- ファティマの奇蹟 The Miracle of Our Lady of Fatima (1952)
- 白い馬 Crin blanc: Le cheval sauvage (1953)
- 恐怖と欲望 Fear and Desire (1953)
- Death Tide (1955)
- 非情の罠 Killer's Kiss (1955)
- Crowded Paradise (1956)
- Crime & Punishment, USA (1956)
- 西部に賭ける女 Heller in Pink Tights (1960)
- 戦略爆破部隊 The Mountain Road (1960)
- 四人の恐迫者 Key Witness (1960)
- 戦艦バウンティ Mutiny on the Bounty (1962)
- 欲望の家 Toys in the Attic (1963)
- Lonnie (1963)
- 偉大な生涯の物語 The Greatest Story Ever Told (1965)
- シェラマドレの決斗 The Appaloosa (1966)
- 太陽の中の対決 Hombre (1967)
- 聖バレンタインの虐殺/ マシンガン・シティ The St. Valentine's Day Massacre (1967)
- レッド・ムーン The Stalking Moon (1968)
- Uptight (1968)
- 新・荒野の七人 馬上の決闘 Guns of the Magnificent Seven (1967)
- ゲバラ! Che! (1969)
- 追撃のバラード Valdez Is Coming (1971)

### テレビドラマ
- スタジオ・ワン Studio One (1951, 1957)
- The Marriage (1954)
- プレイハウス90 Playhouse 90 (1958)
- ペリー・メイスン Perry Mason (1958)
- ヒッチコック劇場 Alfred Hitchcock Presents (1959)
- バット・マスターソン Bat Masterson (1959)
- 私立探偵ローガン The Man from Blackhawk (1959)
- The Law and Mr. Jones (1960)
- アンタッチャブル The Untouchables (1960)
- ボナンザ Bonanza (1961, 1964)
- トワイライト・ゾーン The Twilight Zone (1962)
- ジェミーの冒険旅行 The Travels of Jaimie McPheeters (1963)
- アルフレッド・ヒッチコック・アワー The Alfred Hitchcock Hour (1964)
- ミスター・ノバック Mr. Novak (1964)
- 西部の王者ダニエル・ブーン Daniel Boone (1965)
- ローハイド Rawhide (1965)
- ガンスモーク Gunsmoke (1966)
- ラットパトロール The Rat Patrol (1966)
- 明日なき男 Run for Your Life (1966)
- Dundee and the Culhane (1967)
- ハイシャパラル The High Chaparral (1967 - 1970)
- 0088/ワイルド・ウエスト The Wild Wild West (1967)
- ディズニーランド Disneyland (1968, 1971)
- ドクター・ウェルビー Marcus Welby, M.D. (1969)
- いたずら天使 The Flying Nun (1970)
- ハワイ5-0 Hawaii Five-O (1970)